# Лардіраго
Лардіраго, Лардіраґо (італ. Lardirago) — муніципалітет в Італії, у регіоні Ломбардія, провінція Павія.
Лардіраго розташоване на відстані близько 460 км на північний захід від Рима, 26 км на південь від Мілана, 9 км на північний схід від Павії.
Населення — 1205 осіб (2014).
Щорічний фестиваль відбувається 20 січня. Покровитель — San Sebastiano.

## Демографія
Населення за роками:

Станом на 1 січня 2023 року в муніципалітеті офіційно проживало 129 іноземців з 19 країн, серед них 43 громадяни країн Євросоюзу та 7 громадян України.

## Сусідні муніципалітети
- Борнаско
- Черанова
- Марцано
- Ронкаро
- Сант'Алессіо-кон-В'ялоне

## Міста-побратими
- Рібейра Гранде, Кабо Верде[en]